# Houtrust (wijk)

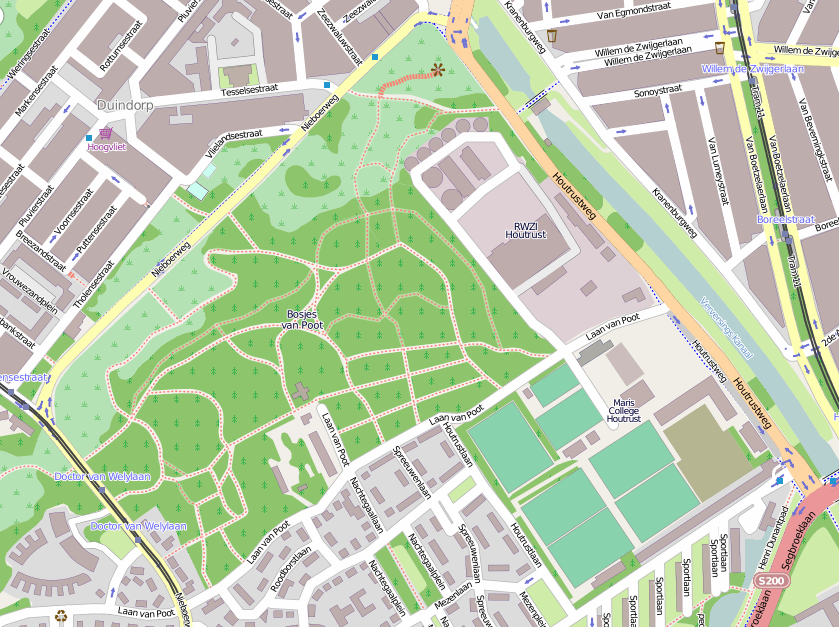
Kaartje van het houtrustterrein

Houtrust is een gebied in de Haagse Vogelwijk, waar vroeger de Houtrusthallen en bijbehorend sportcomplex waren gelegen.

## Geschiedenis
In de 17de eeuw werd Den Haag omringd door landgoederen, waar welgestelde Haagse bewoners de zomer verbleven om de binnenstad met haar drukte en stinkende grachten te ontvluchten. Landgoed Houtrust lag midden in een duinachtig jachtterrein. Om het stuivende zand in te dammen werden in de 17e eeuw bomen geplant. Dit bosje breidde zich steeds verder uit. In deze tijd gaat het landgoed Houtrust heten, en worden de bomen iedere tien jaar gekapt en verkocht. In 1907 kreeg het landgoed al een recreatieve bestemming en werden er o.a. concerten gegeven. In 1910 werd het sportcomplex Houtrust geopend, met onder andere een tennispark. In 1937 werden de Houtrusthallen gebouwd. In 2002 werden de hallen afgebroken, nadat er betonrot in de dakconstructie was aangetroffen. Het stuk land kreeg een woonbestemming en schoolbestemming

## Waterzuiveringsinstallatie
De waterzuiveringsinstallatie Houtrust werd in 1967 gebouwd, maar was in 2000 verouderd. Door de bouw van waterzuiveringsinstallatie Harnaschpolder in 2007 en de renovatie van de waterzuiveringsinstallatie Houtrust in 2007 en 2008 is de AWZI Houtrust gemoderniseerd en zuivert deze (samen met AWZI Harnaschpolder) het afvalwater van Den Haag en omstreken.

## Nieuwbouw
In 2005 werd aangevangen met de bouw van twee gebouwen, die gezamenlijk 116 appartementen bevatten, Groot Houtrust en Klein Houtrust. Er waren vijf woningbouwplannen ingediend. De gemeente Den Haag heeft gekozen voor het plan van Proper Stok Woningen BV naar ontwerp van DKV Architecten. In het ontwerp varieert het gebouw in hoogte van 4 tot 10 verdiepingen, is er beneden een fitnessruimte en een garage voor 200 auto's.
Het bestemmingsplan is in 2004 gewijzigd; op deze locatie is daarna ook de vestiging Houtrust van het Mariscollege gevestigd.